# Mythologie nordique

La bataille de Thor contre les géants, réalisé en 1872 par Mårten Eskil Winge.

La mythologie nordique est l'ensemble des mythes originaires d'Europe du Nord (plus particulièrement de la Scandinavie) qui constituent la base du système religieux polythéiste pratiqué dans ces régions au haut Moyen Âge avant leur christianisation. Il s'agit d'une variante régionale et historique de la plus vaste mythologie germanique, qui fait elle-même partie de la mythologie indo-européenne dont d'autres variantes sont la mythologie grecque ou encore la mythologie perse, et qui a donné lieu à de nombreuses spéculations pseudo-historiques. Comme les autres, la mythologie nordique met en scène un nombre important de divinités, de créatures fabuleuses et de héros.
Pendant des siècles, les mythes nordiques étaient transmis oralement, notamment par la poésie scaldique qui éleva la narration d'épopées mythologiques en une expression artistique. Un certain nombre de ces poèmes mythologiques a été compilé au XIIIe siècle dans l'Edda poétique. L'historien islandais chrétien Snorri Sturluson s'est servi de la culture orale ancienne pour rédiger son Edda en Prose au XIIIe siècle. Ces sources constituent la majorité de nos connaissances sur cette mythologie, complétées par quelques sagas nordiques (dont la plus importante est la Völsunga saga) et par des textes evhéméristes (comme la Geste des Danois).
Longtemps oubliée, cette mythologie a été redécouverte dès le XVIIIe siècle avec le courant romantique en Europe. Si ces sources demeurent contestées en raison des différentes influences chrétiennes, elles mettent en lumière un univers riche et complexe, révélant les croyances religieuses et l'imaginaire des conteurs ou hérauts nordiques anciens. Ces légendes nordiques ont pourtant influencé l'histoire de l'ancienne Angleterre, notamment en raison des innombrables invasions de l'île (Britannia) par les Normands et les Saxons. La langue anglo-saxonne est empreinte de racines saxonnes et plus généralement scandinaves. Avec ces invasions qui ont forgé l'île britannique, la sédentarisation des peuples Viking a conduit à la formation d'alliances entre les différents territoires sous leur domination avec l'Anglie après la christianisation de celle-ci.
La mythologie nordique marque à quel point la mythologie a influencé la construction de notre civilisation moderne, ce dont témoignent les récits des bandes dessinées de Stan Lee par exemple, puis la filmographie qui en est issue par l'œuvre des scénaristes des Marvel Comics.

## Sources
L'origine de cette mythologie est méconnue, notamment en raison de la fragilité des sources dont on dispose. Longtemps transmise oralement, ce n'est qu'avec l'arrivée des premiers chrétiens en Scandinavie à partir du Xe siècle qu'elle est abondamment documentée par écrit. Les meilleures sources de cette tradition religieuse doivent être considérées avec prudence car elles ont été transmises, modifiées et interprétées par des historiens médiévaux chrétiens, quelques siècles après la christianisation. Un recueil a pourtant été rédigé : l’Edda poétique, l’ensemble des poèmes écrits en vieux norrois du XIIIe siècle, rassemblés en un seul recueil : le Codex Regius.
L'authenticité des croyances païennes est donc incertaine,,. Le christianisme a introduit l'écriture latine, permettant d'enseigner aux Scandinaves l'écriture sur le papier. Les runes, utilisées jusqu'alors, étaient gravées et ne se prêtaient pas à l'écriture de longs textes. « Les sagas sont des textes écrits, consciemment et soigneusement, par une imitation volontaire de l'historiographie antique puis médiévale en latin, et de l'hagiographie également médiévale et également en latin. » (Régis Boyer, 2012, p. 81).

### Témoignages archéologiques
Par l'archéologie, on connaît le mode de vie des populations scandinaves, notamment en ce qui concerne les pratiques funéraires. Elle a mis au jour des objets en lien avec la mythologie comme des amulettes d'Odin ou de petits marteaux de Thor. Mais c'est principalement par la littérature que nous connaissons la mythologie.
L'épigraphie est une autre source avec les pierres runiques datées de l'Âge des Vikings ; quelques-unes mentionnent ou représentent des mythes nordiques ; par exemple celle de Nordendorf qui mentionne Thor : "(Que) Thor consacre (ces) runes". On trouve également des représentations de mythes nordiques dans des vestiges archéologiques des îles Britanniques, qui ont fait l'objet d'importantes incursions et colonisations vikings.
Ces représentations ne nomment pas forcément les personnages comme c'est le cas sur la pierre de Rök ou les pierres historiées de Gotland. La littérature runique permet toutefois de confirmer une caractéristique essentielle : le polythéisme.

### Textes mythologiques

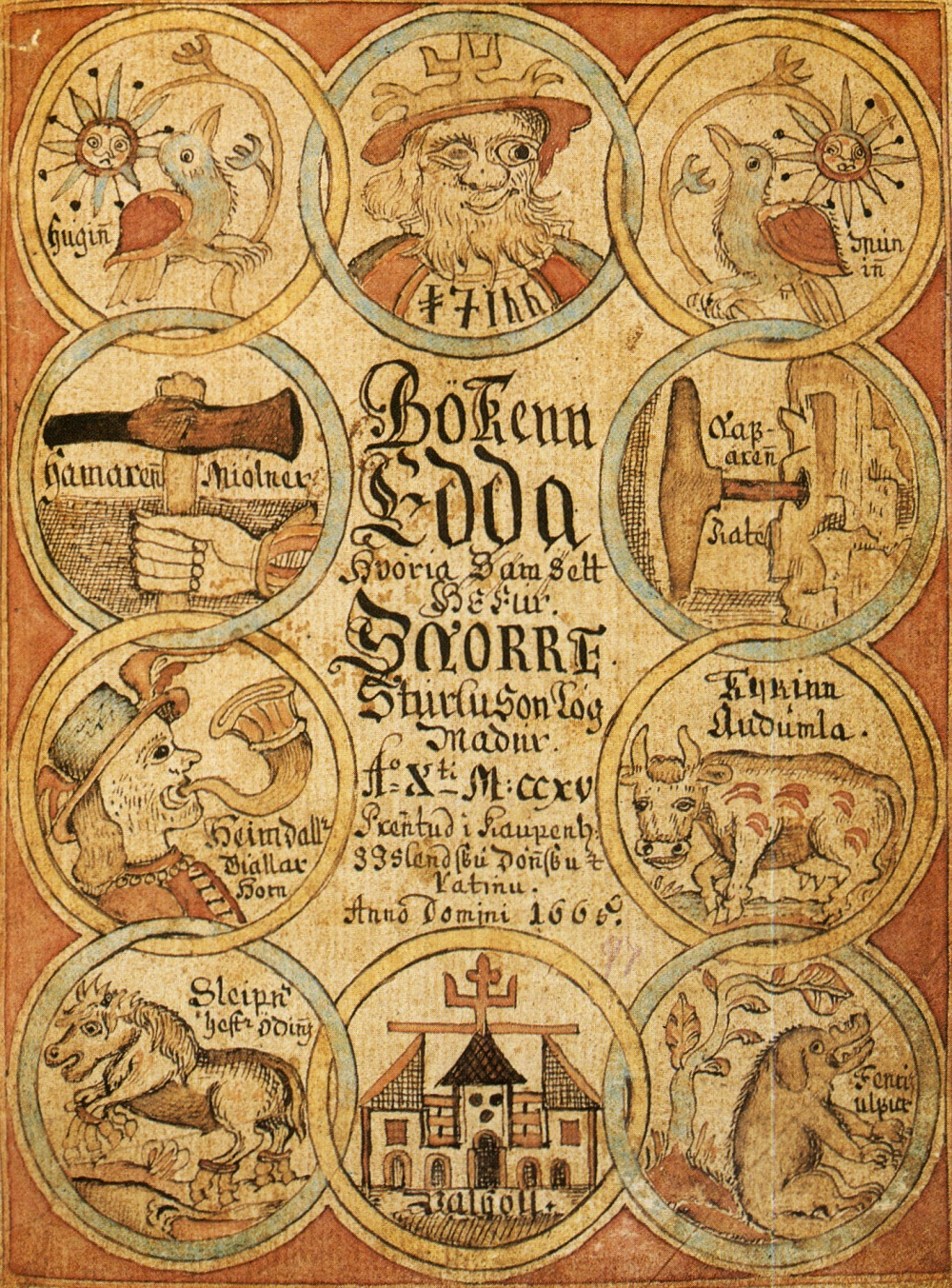
Couverture d'un manuscrit du XVIIIe siècle de lEdda de Snorri.

Les sources principales pour la mythologie nordique sont les Eddas, rédigées ou compilées aux alentours du XIIIe siècle.
L’Edda poétique est un recueil de poèmes anonymes mythologiques et héroïques en vieux norrois composés pour la plupart entre les IXe et XIIIe siècles (bien que certaines strophes sont peut-être plus anciennes encore) ; ils ont été trouvés dans le manuscrit de la fin du XIIIe siècle Codex Regius, mais il s'agit probablement d'une copie d'un original remontant à 1210-1240. À l'époque moderne, d'autres poèmes mythologiques issus de divers manuscrits nordiques anciens ont été greffés à l'ensemble que l'on appelle désormais l'Edda poétique.
L’Edda en prose est un manuel de mythologie et de poésie, rédigé vers 1220 par Snorri Sturluson, poète et diplomate chrétien islandais. Celui-ci y a manifestement paraphrasé des poèmes connus de l'Edda poétique, qu'il cite à de nombreuses reprises dans l'ouvrage, mais aussi d'autres poèmes et mythes qui ne nous sont pas parvenus dans d'autres sources. L'Edda de Snorri est essentiel pour la compréhension de la mythologie nordique, qui sans elle nous serait restée obscure et fragmentaire. Toutefois le récit de Snorri a fait l'objet de critiques quant à des influences chrétiennes, ou des embellissements littéraires de l'auteur.
La poésie scaldique était en général composée en l'honneur d'un roi et se caractérise par sa complexité. Certains poèmes ont une valeur mythologique et sont souvent préservés uniquement dans les textes de Snorri ou dans certaines sagas. Parmi les plus anciennes descriptions de mythes nordiques, on trouve certains poèmes scaldiques, notamment la Ragnarsdrápa et le Haustlǫng, composés au IXe siècle et préservés en partie dans l'Edda de Snorri. D'autres poèmes scaldiques racontent des histoires originales imaginées par les auteurs mais qui reflètent la croyance religieuse de l'époque ; les poèmes Eiríksmál et Hákonarmál racontent l'accueil à la Valhöll par les dieux de certains rois norvégiens défunts que les auteurs souhaitaient honorer.
La Völsunga saga, rédigée également au XIIIe siècle en vieux norrois, raconte le mythe du clan héroïque des Völsungs, dont Sigurd est le personnage le plus célèbre. Son mythe est également raconté dans les poèmes eddiques héroïques, et brièvement dans l'Edda de Snorri. Il en existe une variante continentale germanique, la Chanson des Nibelungen, rédigée en moyen haut allemand au XIIIe siècle, où Sigurd porte le nom de Siegfried.

### Textes évhéméristes

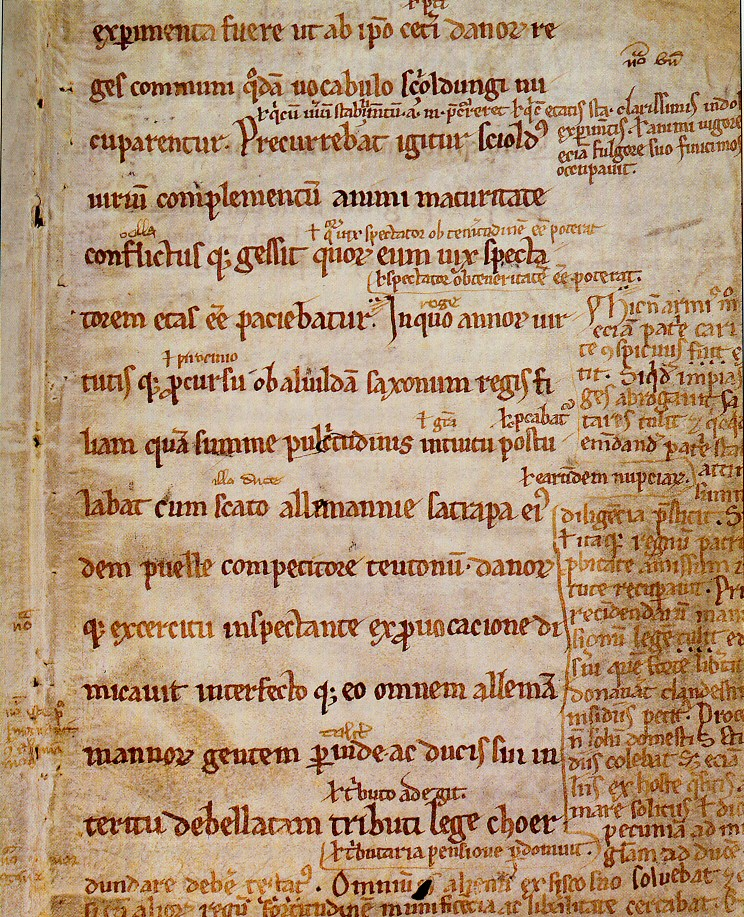
Première page du parchemin Fragments d'Angers, le texte original de la Gesta Danorum avec l'écriture de Saxo Grammaticus. Conservé à la bibliothèque royale de Copenhague.

L'évhémérisme du Moyen Âge a permis la sauvegarde des mythes, les dieux étaient alors perçus comme des héros historiques qui ont été divinisés avec le temps. Il s'agissait également d'une manière de rationaliser les mythes, mais aussi de justifier les dynasties royales scandinaves, en expliquant que ces hommes de puissance supérieure, perçus comme des dieux, sont les ancêtres des familles royales et de la noblesse de l'époque.
La Geste des Danois (Gesta Danorum) est le texte evhémériste le plus important pour l'étude de la mythologie nordique. Cette œuvre est rédigée en latin à la fin du XIIe siècle par l'historien Saxo Grammaticus à la demande de l'homme d'état Absalon qui gouvernait alors le Danemark et qui désirait doter son pays d'une véritable épopée nationale. Saxo Grammaticus présente dans son œuvre l'histoire des premiers héros et rois danois, il s'est inspiré des mythes pré-chrétiens et en a proposé une version fortement évhémériste où les dieux nordiques sont en fait des hommes d'une puissance supérieure qui se sont fait passer pour des divinités.
Snorri Sturluson a également composé un important texte évhémériste en vieux norrois, la Saga des Ynglingar, première partie de la Heimskringla (la Saga des rois de Norvège) écrite vers 1225, et inspiré du poème Ynglingatal. Le prologue de l'Edda de Snorri est également évhémériste. Snorri Sturluson estime que les dieux étaient une caste de grands guerriers venus d'Asie (d'où le nom de leur domaine divin, Asgard), plus spécifiquement de Troie[réf. nécessaire], qui étaient perçus comme des dieux par les populations autochtones de Scandinavie. Snorri raconte que ces « dieux » sont les ancêtres de la dynastie royale suédoise des Ynglingar, elle-même ancêtre des rois norvégiens.
Les textes évhéméristes du XIIe siècle Íslendingabók, et Historia Norwegiæ (rédigé en latin), mentionnent également des noms de dieux comme ancêtres des dynasties royales. La Sörla þáttr, écrite au XIVe siècle par deux moines chrétiens, propose une version largement évhémériste et méprisante de mythes divins.

### Sources non-scandinaves
L'étude de la mythologie nordique implique également l'histoire de son évolution à partir de la mythologie germanique en général et la compréhension des cultes germaniques anciens, décrits dans des textes non-scandinaves. Pour cela, nous disposons de plusieurs textes antiques extérieurs au monde germanique qui mentionnent les germains depuis Commentaires sur la guerre des Gaules de Jules César (environ 50 av. J.-C.), et dont le plus important est La Germanie (Ier siècle) de Tacite. Des textes du haut Moyen Âge, souvent en latin, donnant des indications sur les cultes, légendes et dieux germains sont plus nombreux. Le plus important est la Gesta Hammaburgensis ecclesiae pontificum (ca. 1072) d'Adam de Brême. On peut également citer entre autres : Histoire des Francs (591) de Grégoire de Tours, Histoire ecclésiastique du peuple anglais (731) de Bède le Vénérable, et Histoire des Lombards (787) de Paul Diacre.
Des textes relatant de la Scandinavie ou des Vikings, et contemporains à l'âge des Vikings, incluent ceux de certains voyageurs ou diplomates arabes comme Ibn Fadlân ou Ibn Rustah (Xe siècle), ainsi que Vita Anskarii, qui relate la vie d'Anschaire de Brême, missionnaire au Danemark et en Suède. D'autres textes sur la vie de saints missionnaires du monde germanique ancien incluent Vita Willibrordi (Willibrord d'Utrecht) ou encore Vita Bonifatii (Boniface de Mayence).

### Autres sources
Les sagas nordiques sont des textes en prose rédigés entre les XIIIe et XIVe siècles, qui relatent les hauts faits d'un roi, d'un héros ou d'un clan. Certaines sagas relatent d'évènements des temps anciens, d'un passé légendaire, pendant l'âge des Vikings ou même (comme la Völsunga saga). Toutefois, la plupart d'entre elles sont peu fiables en ce qui concerne la mythologie et le culte religieux païen, puisque ces sagas sont souvent issues de l'imagination de leurs auteurs.
D'autres sources possibles bien que vagues sont les témoins archéologiques (tombes, tumuli, etc.), les sources épigraphiques (pierres runiques), et encore la toponymie.

## Redécouverte et histoire de la recherche

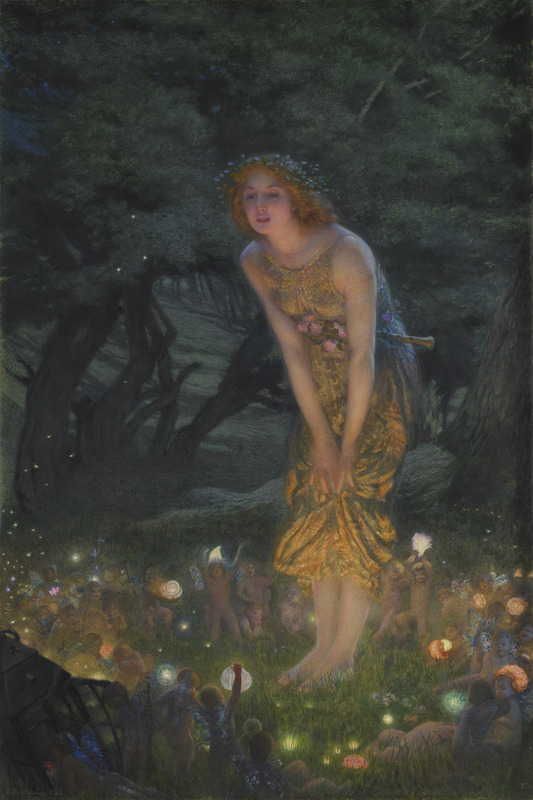
Veille pendant une nuit d'été, en compagnie de lutins et de fées… cette peinture évocatrice (1908) d'Edward Robert Hughes, artiste anglais, illustre l'inspiration du XIXe siècle en Europe du Nord en particulier, pour la mythologie des peuples fondateurs des nations. L'engouement pour la mythologie procède alors de ce foisonnement identitaire propre à la réflexion nationaliste menée par chaque peuple.

Longtemps oubliée, cette mythologie a été redécouverte dès le XVIIIe siècle avec le courant romantique en Europe[réf. nécessaire].
Dans son ouvrage Monuments de la mythologie et de la poésie des Celtes et particulièrement des anciens Scandinaves (1756), Paul-Henri Mallet est le premier auteur à avoir publié des traductions des Eddas. Les premières études scientifiques sur la mythologie germanique sont Deutsche Mythologie (1835) de Jacob Grimm et Der Mythus von Thor (1836) de Ludwig Uhland. L'ouvrage de Grimm a eu le plus grand effet et l'étude de la mythologie germanique n'a pas cessé depuis. Il souhaitait se focaliser surtout sur la mythologie germanique continentale mais il ne pouvait pas négliger les textes scandinaves, et son travail reste aujourd'hui une des présentations les plus complètes de la littérature mythologique et du folklore germanique, bien qu'il n'inclut pas les apports archéologiques.
Pendant la deuxième moitié du XIXe siècle l'école de la mythologie comparée vit le jour, avec Alvin Boyd Kuhn et Max Müller à sa tête. Cette école cherchait à reconstituer la religion Indo-germanique et proto-germanique, mais elle avait tendance à tirer des conclusions hâtives. Lui succéda des études sur les coutumes traditionnelles contemporaines pour interpréter la mythologie germanique, notamment avec l'ouvrage Wald- und Feldkulte (1875) de Wilhelm Mannhardt. Ces interprétations continuèrent jusqu'au milieu du XXe siècle, incluant Le Rameau d'or (1911-1935) de James George Frazer.
À la fin du XIXe siècle, les philologues s'intéressaient également à cette mythologie. Sophus Bugge contesta les mythes nordiques, les considérant exclusivement d'inspiration chrétienne et classique. Si la plupart de ses théories ne sont plus acceptées aujourd'hui, il a introduit l'étude critique des textes mythologiques qui continua tout le long du XXe siècle. Eugène Mogk contesta la fiabilité de l'Edda de Snorri, estimant que la plupart des mythes qui y sont racontés sont des inventions de l'auteur Snorri Sturluson. Si ces remarques sont toujours valides dans le sens où l'Edda est effectivement surtout un travail littéraire, Snorri est tout de même considéré comme un compilateur sérieux qui impose créance dans les grandes lignes.
Au XXe siècle, Magnus Olsen introduisit la toponymie comme nouvelle source pour l'étude de la mythologie germanique et F. R. Shröder étendit la mythologie comparée aux religions non-germaniques. Cette voie a été suivie par Georges Dumézil qui s'attacha à comparer la mythologie nordique essentiellement avec les autres mythologies indo-européennes. Il étudia également la sociologie préhistorique des Proto-Indo-Européens en introduisant sa théorie des fonctions tripartites (théorisée à partir des années 1920). L'apport de Jan de Vries dans l'étude de la mythologie nordique est également important. Son Altgermanische Religionsgeschichte (première publication en 1935 et révisé plusieurs fois au gré des avancées dans la recherche) est considéré comme une étude extensive et toujours pertinente.
Au XXIe siècle, l'auteure Aurelia Petri tente une approche nouvelle des poèmes mythologiques nordiques en les considérant comme une voie spirituelle. Son ouvrage L'Enclos des Ases Spiritualité des Peuples Nordiques (première publication en 2017) propose une étude originale des textes anciens.

## Origine et expansion
Cette religion est originellement issue du sud de la Norvège et de la Suède, du Danemark, et de l'Allemagne. L'expansion viking aux alentours des IXe et Xe siècles a également propagé la religion nordique vers d'autres régions, tout particulièrement en Islande et aux îles Féroé, mais aussi de manière plus éphémère dans les Îles Britanniques qui étaient témoins d'établissements permanents, comme l'atteste la découverte de tombes païennes.
La Normandie a également été colonisée par des scandinaves, à condition qu'ils se convertissent au christianisme. Toutefois, selon certaines sources, les pratiques païennes ont continué à exister quelque temps. On peut également mentionner la Russie, qui a connu de nombreux établissements vikings prospères le long de lale long de la « route de l'Est ».

## Présentation
À l'origine, selon Régis Boyer, c'est une croyance en une Grande Déesse mère. Religion panthéiste accordant une large place à la femme (plusieurs déesses importantes, comme l'était d'ailleurs la place des femmes dans les sociétés germano-scandinaves), à la Nature (les anciennes célébrations se déroulaient près d'arbres ou de sites sacrés, c'est une croyance sans prêtres, ni dogmes, sans lieux de cultes), et à la divination (art associé aux runes), elle place la Vie au centre de son système, une vie conçue comme affrontement des forces de création et de dissolution, d'où résulte toute fécondité.
Le Hof (panthéon) nordique n'est pas aussi figé que celui de la mythologie grecque, les nombreuses différences de traditions locales ne permettent pas de définir un rôle très précis aux dieux (nombreuses hypostases). Ce panthéon a en outre la particularité d'être constitué de deux familles de dieux, les Ases et les Vanes, vraisemblablement apparues à deux époques différentes et amalgamées au tout début de l'Antiquité nordique[réf. nécessaire], avant le IIe siècle av. J.-C. Les dieux les plus anciens, les Vanes, sont des dieux de la nature, de la fécondité et de la prospérité. Les Ases, plus récents, sont des divinités plus typiquement indo-européennes, et en cela plus proches des dieux gréco-romains, tel Hermod, associé à Hermès/Mercure, et Odin, parfois associé à Zeus/Jupiter. Certains dieux, primitivement majeurs, ont peu à peu été délaissés au profit d'autres, tel Týr, dieu associé à la guerre et à la justice, supplanté par Odin.
Le groupe formé par les dieux, les déesses et les autres créatures reste très variable en fonction des régions et des époques. De nouveaux dieux peuvent être introduits et d'autres peuvent disparaître. Rimbert évoque notamment la volonté des habitants de Birka à faire d'un de leurs rois une nouvelle divinité et à lui élever un temple. Le concept de panthéon est inadapté au contexte scandinave. Il est probable que l'organisation hiérarchique qui place Odin au sommet soit une construction plus tardive issue des textes eddiques.
Les comparatistes indo-européens ont montré que la mythologie nordique ne se distingue pas de manière essentielle des autres mythologies indo-européennes et en conserve tous les traits les plus importants : les valeurs d'une aristocratie guerrière pour qui le caractère et l'énergie sont prisés, la recherche de la gloire (qui assure la survie dans la mémoire des hommes), l'importance de la louange et du blâme, le primat de la forme et l'attention portée à l'art poétique. Elle contient une histoire de l'humanité dont le cycle de décadence se termine par une catastrophe cosmique (Ragnarök), cycle nécessaire avant la renaissance d'un monde nouveau. La communauté politique est représentée divisée en trois classes : nobles (Jarl), paysans soldats (Karl) et serviteurs (Thraell), adaptation des trois fonctions duméziliennes, présentes également dans le mythe des guerres de fondation. Elle conserve la responsabilité cosmique du chef, responsable de la justice distributive et ayant une obligation de générosité et de rectitude. Elle montre également une religion par essence polythéiste, tolérante, qui ne connaît pas de dogmes, mais qui s'exprime par des mythes. La mythologie nordique tend, dans un processus parallèle à d'autres mythologies indo-européennes à s'évhémeriser, à transformer ses dieux en héros qui conservent leurs principales fonctions dans les légendes.

## La mythologie nordique
La mythologie nordique, fondée sur les croyances et les récits des anciens peuples scandinaves, dépeint un univers riche en divinités, créatures fantastiques et épopées héroïques. Les dieux principaux incluent Odin, le dieu sage et guerrier, Thor, le dieu du tonnerre, et Freyja, la déesse de l'amour et de la guerre. Ces récits sont principalement conservés dans les Eddas, des collections de poèmes et de mythes. La cosmologie nordique est dominée par Yggdrasil, l'arbre monde reliant les neuf royaumes, dont Asgard, la demeure des dieux, et Midgard, le monde des humains.
Les Vikings, fervents croyants de cette mythologie et de symboles, voyaient la vie comme un champ de bataille où la bravoure et l'honneur étaient primordiaux. Ils croyaient en un destin prédéterminé par les Nornes, tisseuses du destin, et aspiraient à atteindre le Valhalla, le paradis des guerriers morts honorablement au combat, sous la tutelle d'Odin.
Le Ragnarök, prophétie apocalyptique, annonce la fin des dieux et la destruction du monde, suivie d'une renaissance. Ce mythe, reflète les cycles de mort et de renaissance, caractéristiques de la vision nordique du cosmos. Les créatures mythologiques comme les géants, les nains, et les dragons, jouent également un rôle crucial dans ces récits, symbolisant les forces chaotiques et élémentaires de l'univers.
Les rituels et les sacrifices étaient courants, visant à apaiser les dieux et à assurer la prospérité de la communauté. Les temples et les sanctuaires, souvent situés dans des lieux naturels sacrés, étaient les centres de ces pratiques religieuses. La mythologie nordique continue d'inspirer la culture moderne, influençant la littérature, l'art et le cinéma, témoignant de son héritage durable et fascinant.

### Organisation des mondes
L'arbre cosmique Yggdrasil  est la charpente des mondes. Il soutient et abrite les neuf mondes, dont chacun est le domaine propre d'un élément ou d'une créature. Les Neuf Mondes sont répartis en trois échelons :
Aux niveaux les plus hauts surplombent :
- Ásgard ou Godheim, le royaume des Ases où on retrouve la Valhöll ;
- Vanaheim, le royaume des Vanes ;

- Ljösalfheim, parfois Lightalfheim ou simplement Álfheim, la terre des Elfes ou Alfe lumineux ;

Au niveau central se trouvent :
- Midgard ou Mannheim, le royaume des hommes ;
- Nidavellir, le monde des nains.
- Jötunheim ou Utgard, le royaume des Géants ;

Aux niveaux les plus bas gisent :
- Svartalfheim, le royaume des Elfes Noirs
- Muspellheim, le monde du feu, gardé par le géant Surt ;
- Helheim, le domaine des morts, aussi appelé Niflheim, le monde des Glaces qui est en conflit avec Midgard.

### Principaux dieux
Les dieux de ce panthéon existent du fait du grand dieu non évoqué, qu'on peut assimiler au Destin.[réf. nécessaire]
Le panthéon nordique se divise d'abord en deux groupes de divinités : les Ases, dieux guerriers et souverains, et les Vanes qui sont liés à la fertilité. La guerre entre les Ases et les Vanes se termine par l'union des deux groupes de dieux, de sorte que les Vanes finissent confondus avec les Ases dans certains mythes.
- Odin : dieu souverain de la mythologie nordique, c'est un dieu de la guerre (victorieuse) et de la poésie. Appelé « Père-de-tout » (Alfödr), il est le créateur de la terre et de l'humanité, et le père de la majorité des dieux, sa colère est crainte par les humains. Il demeure à Valaskjalf où se trouve son trône, Hlidskjarf. De là, il observe les Neuf mondes. Il est le plus souvent représenté comme un vieux barbu et borgne. Plusieurs objets et animaux lui sont associés comme la lance Gungnir, les corbeaux Huginn et Muninn, les deux loups Geri et Freki et le cheval à huit pattes Sleipnir.

- Frigg : déesse du mariage, de la maternité, de l'amour et des arts domestiques. Elle est la femme d'Odin et de même que son époux, elle connaît l'avenir, à la différence qu'elle ne le révèle pas.
- Thor : dieu du tonnerre, guerrier brutal, il est le pire ennemi des géants qu'il tue régulièrement avec son fameux marteau Mjöllnir. Le Mjöllnir par ses pouvoirs fait de Thor un dieu de la guerre tout comme un dieu de la fertilité.
- Loki : dieu de la tromperie adopté chez les Ases. Malin et burlesque, il est la cause de beaucoup de malheurs chez les dieux, notamment la mort de Baldr. Il a le pouvoir de se transformer en n'importe quel être vivant, ce qui lui permet de parvenir à ses fins.
- Baldr : dieu de la beauté, de la jeunesse et de la lumière, aimé de tous, tué par une ruse de Loki et fils favori d'Odin.
- Freyr : dieu de la vie et de la fécondité. Ses animaux totems sont le porc et le cheval. Deux de ses attributs sont Skidbladnir, un bateau, et Gullinborsti, un sanglier.
- Freyja : déesse de l'amour, qui accueille la moitié des guerriers morts au combat dans sa forteresse Folkvang, Odin accueillant les autres dans sa Valhöll. Elle est souvent représentée sur son char tiré par deux chats. Elle a autour de son cou un collier nommé Brisingagem et a le pouvoir de se transformer en faucon.
- Týr : dieu des serments et du droit, anciennement un dieu du ciel et probablement le dieu principal avant qu'il soit éclipsé en importance par Odin et Thor.
- Njörd : le dieu principal des Vanes, il est le dieu de l'abondance, du vent et de la mer. Il règne sur Noatun.
- Hel : déesse des enfers et fille de Loki, elle règne sur le Helheim et sur Niflheim (Niflhel)

- Heimdall : dieu gardien du monde d'Ásgard. Ses attributs sont le cheval Gulltoppr, son cor Gjallarhorn et son épée Höfudh.

### Divinités secondaires
Fenrir est un loup gigantesque, fils du dieu Loki et de la géante Angrboda messagère du malheur. Il a pour frère Jörmungand, le serpent de Midgard, et pour sœur Hel, qui règne sur le monde des morts. Considéré trop puissant et dangereux par les dieux, Fenrir est enchaîné par ruse et se libérera pour la bataille prophétique Ragnarök durant laquelle il avalera Odin puis sera abattu violemment par Vidar, un des fils du dieu.
Les trois Nornes sont des femmes qui tissent la toile du destin (Wyrd) de tous, y compris des dieux. C'est l'équivalent des moires (parques) dans la mythologie grecque.
Les Valkyries sont des vierges guerrières chargées d'emmener les guerriers morts au combat au Valhalla, la halle d'Odin.
Le Serpent de Midgard est cité dans une prophétie disant qu'il anéantirait Midgard (la Terre) et que seul Thor pourrait l'arrêter en se sacrifiant.

### Autres peuples

#### Nains

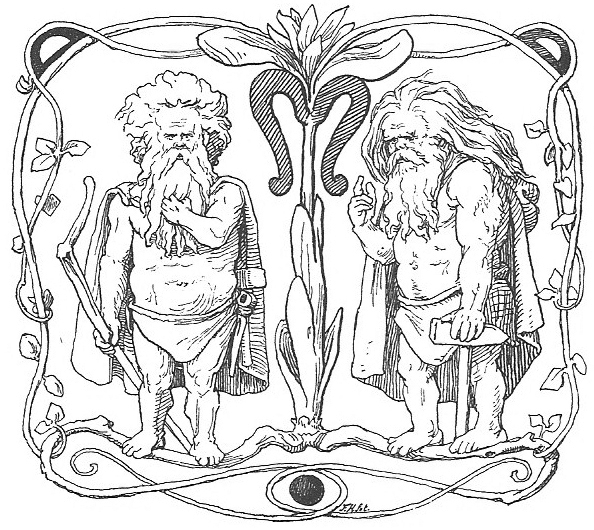
Deux Nains (illustration de la Völuspá par Lorenz Frølich, 1895)

Les nains (dvergr en vieux norrois) sont des créatures vivant sous terre, dans les pierres ou les montagnes, mais deux textes[Lesquels ?] indiquent curieusement qu'ils gisent soit à Svartalfheim (pourtant le séjour des Elfes noirs), soit dans une salle au nord à Nidavellir. Snorri raconte qu'ils sont originellement des vers trouvés dans la dépouille du géant Ymir (dont le corps a servi pour créer la Terre), auxquels les dieux donnent forme humaine et intelligence, mais qui du fait de leur origine continuent à vivre sous terre et dans les pierres. Les nains sont souvent rusés, et se caractérisent par leur habileté, surtout en tant que forgerons. En effet, ils sont responsables de la création de la majorité des attributs divins, dont le marteau de Thor. Toutefois ils sont parfois mesquins et opposés aux dieux, à l'image des jötnar, et sont chez Snorri amalgamés avec les elfes noirs. Les textes mythologiques ne donnent aucune information relative à la taille des nains, et il n'y a pas de raison de penser qu'ils étaient de petite taille dans l'imaginaire païen. Cette représentation apparaît dans les sagas tardives, où ils sont décrits petits et généralement laids. En revanche, certains spécialistes estiment qu'ils étaient à l'origine des esprits ou démons des morts,. La croyance en des nains caricaturaux, de petite taille et généralement malins et mystérieux, est restée dans le folklore populaire germanique après la christianisation.

### Animaux fabuleux

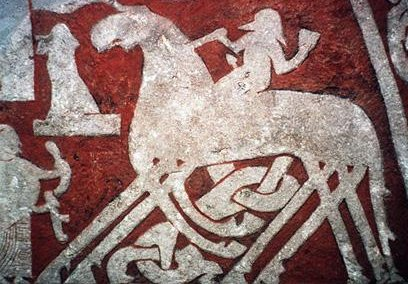
Odin chevauchant Sleipnir, pierre runique du VIIIe siècle

Il existe de nombreux monstres et animaux fabuleux dans la mythologie nordique, qui sont souvent engendrés par les dieux eux-mêmes et dont certains possèdent un rôle très important dans les mythes, notamment lors de la bataille prophétique du Ragnarök. Certains dieux, comme Odin et Loki, ainsi que certains géants, ont le pouvoir de se métamorphoser en divers animaux, comme des rapaces, des chevaux, des saumons. Les guerriers berserk étaient dans les sociétés vikings de puissants combattants puisant leur force dans celle de l'ours ou du loup dans le cas des Ulfhednar. La vache Audhumla est un animal primordial dans la cosmogonie nordique.
Les dieux du panthéon nordique sont souvent accompagnés d'animaux. Le dieu Odin possède un cheval à huit jambes Sleipnir qui fut engendré par Loki lorsque ce dernier s'est métamorphosé en cheval. Odin est également accompagné de deux corbeaux, Hugin et Munin, qui survolent les mondes pour lui rapporter ce qu'ils y ont vu. Enfin, le roi des dieux est également accompagné de deux loups, Geri et Freki. Thor possède un char conduit par deux boucs, Tanngrisnir et Tanngnjóstr, qu'il peut tuer pour les manger puis les ressusciter en bonne santé à condition qu'aucun de leurs os n'ait été brisé. Freyja possède aussi un char tiré par deux chats et elle est également accompagnée d'un sanglier Hildisvíni, tout comme Freyr qui est accompagné du sanglier Gullinbursti. Au Valhöll, les guerriers morts au combat, les einherjar, se nourrissent du sanglier Sæhrímnir qui ressuscite chaque nouveau jour pour resservir de repas.
Loki engendra trois créatures monstrueuses qui prendront une part importante lors du Ragnarök puisqu'ils tueront certains des dieux principaux ; le loup gigantesque Fenrir qui tuera Odin, le serpent monde Jörmungandr qui tuera Thor (qui mourra de son poison), et la gardienne du monde des morts, Hel. Le monde des morts est également gardé par le chien Garm, qui tuera Týr.
Un autre animal célèbre dans les mythes est le dragon Fáfnir qui fut abattu par Sigurd et dont le sang le rendit invulnérable.

## Histoire mythique

### Cosmogonie

#### Création des mondes et des dieux

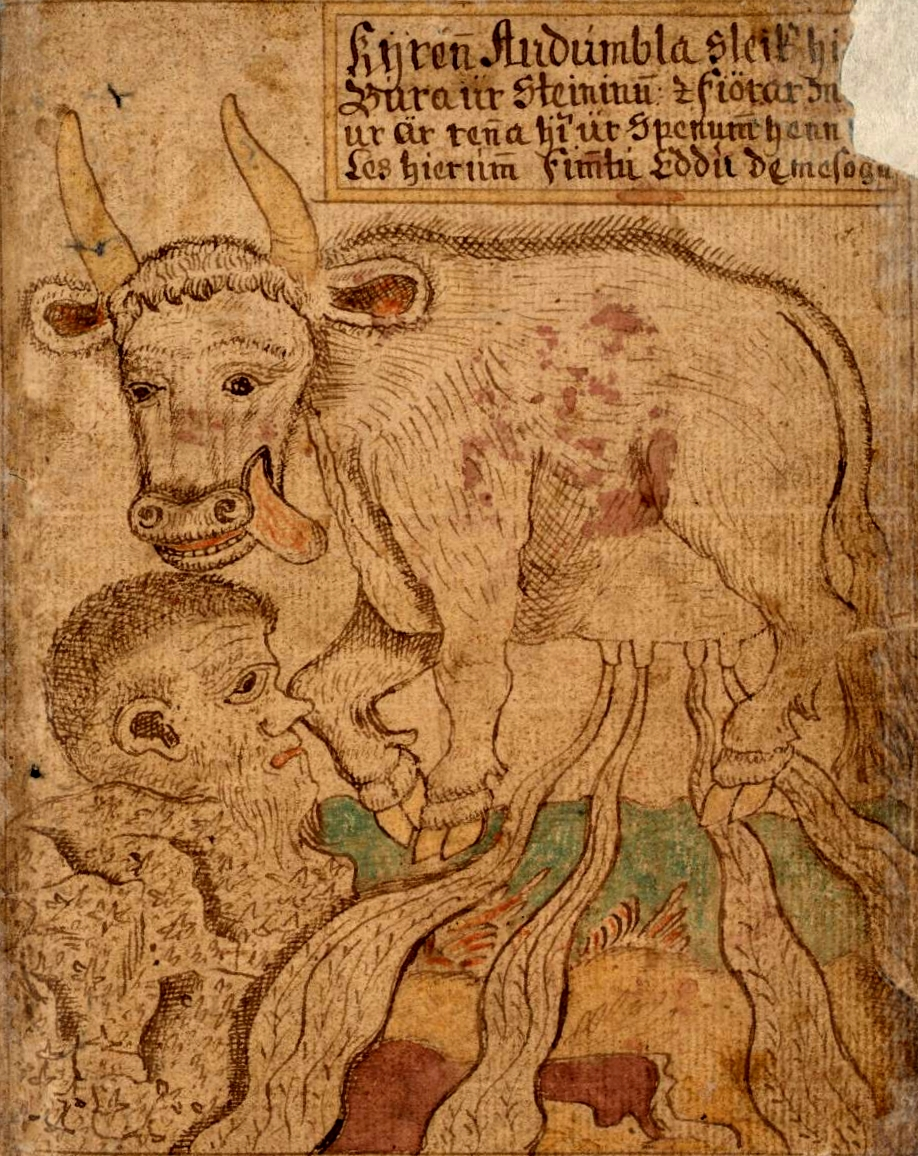
Manuscrit islandais du XVIIIe siècle montrant la vache Audhumla

Le récit originel de la mythologie nordique est traité brièvement dans les poèmes Völuspá et Vafþrúðnismál de l'Edda poétique, et de manière plus détaillée dans la partie Gylfaginning de l'Edda de Snorri à partir du chapitre 4 et jusqu'au 19. Au départ, se sont créés deux mondes, l'un au nord fait de froid et de glace appelé Niflheim et l'autre au sud fait de feu et de flammes appelé Muspellheim, séparés par le Ginnungagap, un immense abîme. Les fleuves reliant Élivágar à Niflheim formèrent de la glace et du givre prit forme dans l'abîme Ginnungagap. Inversement les étincelles de feux et flammes pénétraient aussi dans l'abîme. De la rencontre des deux éléments se formèrent des gouttes ruisselantes d'où jaillit la vie sous la forme du premier géant du givre, Ymir. Pendant son sommeil, deux fils et une fille se créèrent de son corps seul.
Les gouttes de givre créèrent également la vache Audhumla. De ses pis coulaient quatre rivières de lait qui nourrissaient Ymir. Cependant, Audhumla n'avait rien d'autre pour se nourrir que la glace qu'elle léchait. Elle lécha la glace jusqu'à ce qu'elle y dégage le dieu Búri. Ensuite Buri enfanta le dieu Bur. Ce dernier eut trois enfants avec la fille d'un géant de glace appelée Bestla. Ses fils s'appelaient Odin, Vili et Vé, les premiers Ases.
Les fils de Bor tuèrent Ymir, dont le sang noya tous les géants sauf Bergelmir et sa compagne qui sont alors les ancêtres de tous les géants. Odin, Vili et Vé emportèrent le corps d'Ymir au milieu du Ginnungagap et en firent la terre, Midgard, le monde des hommes. Avec ses cheveux ils firent les arbres, sa chair devint la terre, ses dents les pierres et les rochers, son sang emplit les océans et les lacs, ses os furent élevés en montagnes, et son crâne forma le ciel. Les larves qui avaient rongé le cadavre servirent à créer les Nains. Quatre d'entre eux furent destinés à maintenir la voûte céleste : Nordri, Sudri, Austri et Westri, et donnèrent leurs noms aux points cardinaux. Pour finir ils jetèrent son cerveau pour former les nuages, puis organisèrent la course des astres afin de créer le temps. La périphérie de la terre ronde est entourée par la mer, et à l'extérieur se situe le monde des géants, Jötunheim. Pour contenir la colère de ceux-ci, les dieux construisirent un rempart fait des cils d'Ymir autour du domaine de Midgard.

#### Guerre entre les Ases et les Vanes
La première guerre de l'univers opposa les deux groupes principaux de dieux, les Ases et les Vanes. Ce mythe n'est qu'évoqué dans plusieurs textes qui se complètent ou se contredisent.
Selon la Völuspá, la guerre commence lorsque les Ases tentent de tuer la magicienne Gullveig. Le dieu Ase Odin fait voler sa lance au-dessus des troupes des Vanes, un geste symbolique signalant le commencement des hostilités et attesté dans les sociétés germaniques antiques.
L'Edda de Snorri raconte que les Ases et les Vanes concluent une trêve, où ils crachent tous dans une cuve et créent de leur salive le dieu des plus sages Kvasir. Ce dernier est ensuite tué par des nains, et son sang devient l'hydromel poétique qui inspire les dieux et les vrais poètes. Snorri Sturluson développe encore l'histoire de cette guerre dans sa Saga des Ynglingar qui raconte qu'en signe de paix, les deux groupes de dieux s'offrent des otages. Les Vanes offrent Njörd, Freyr, et Kvasir, en échange des Ases Hœnir et Mímir.
Cet accord de paix a effectivement uni les deux groupes de dieux au point qu'ils sont confondus. Des divinités initialement associées aux Vanes sont alors présentées comme des Ases dans le reste de textes mythologiques.

#### Création de l'homme et de la société
Après que les trois fils de Bor aperçurent deux troncs de bois, ils décidèrent de les sculpter sous forme humaine. Odin leur donna le souffle de vie, Vili, l'intelligence et Vé, les sens.
Le premier, l'homme, fut nommé Ask (littéralement « frêne »), et le second Embla (littéralement « orme »), la première femme. Ils vécurent tous deux au début de l'univers juste après la création des Neuf Mondes et engendrèrent l'humanité.
Un pont relie le monde des hommes et des dieux et se tient sous la forme de l'arc-en-ciel. Bifröst (de son nom céleste) est gardé par Heimdall qui surveille le retour des géants.
On apprend dans le poème eddique Rígsþula que le dieu Heimdall, masqué sous l'apparence d'un mortel nommé Ríg, voyagea sur Midgard parmi les hommes pour y créer les trois grandes classes sociales ; esclaves, paysans libres et seigneurs guerriers.
Dans un premier temps, il rencontra Aieul et Aieule, dans une modeste maison, qui l’hébergèrent pendant trois jours. Il dormit dans le lit du couple et neuf mois plus tard, la femme mit au monde un garçon aux traits grossiers, appelé Thrall. Plus tard, sa femme mit au monde des enfants aux noms péjoratifs : Bruyant, Taon, Fainéante... et créa, dès lors, la caste des esclaves. Pendant ce temps, Ríg avait fait la rencontre de Grand-Père et Grand-Mère dans une petite maison. Il fut accueilli chaleureusement et neuf mois plus tard, la femme enfanta un garçon vif, nommé Karl. De son union future naquit Forgeron, Beau visage, Capable, Vierge. Ainsi fut créée la caste des hommes libres. Enfin, Ríg se rendit dans une vaste demeure où comme à chaque fois il resta quelques jours. Neuf mois plus tard, l'enfant né, nommé Jarl, était beau et fort. Heimdall l'éduqua et lui enseigna les runes. Jarl se maria à son tour et eut plusieurs enfants dont le plus jeune, Konr, fut aussi élevé par Heimdall à la magie des runes. Par la suite, il conquit de nombreuses terres.
La fonction de Heimdall en père de l'Humanité est également évoquée à la première strophe du poème Völuspá où les hommes sont surnommés les « fils de Heimdall ».

### Aventures divines
Un thème récurrent concerne les combats des Ases face à leurs ennemis éternels les géants, qui se terminent bien souvent par la défaite de ces derniers, en général tués par Thor à l'aide de son marteau Mjöllnir.
L'un des mythes les plus célèbres est le meurtre du dieu Baldr par une ruse du dieu malin Loki. Celui-ci est ensuite capturé par les Ases et condamné à subir des souffrances atroces jusqu'à la fin des temps.

### Récits héroïques
Quelques héros mythologiques :
- Helgi
- Sigurd
- Starkadr
- Sinfjötli
- Svipdagr

Outre les aventures des dieux, nous connaissons également plusieurs récits héroïques dont les personnages principaux sont des hommes, et y interviennent parfois les dieux et autres forces surnaturelles. Le plus célèbre héros est Sigurd, grand guerrier, meurtrier du dragon Fafnir. Une version allemande et fortement christianisée de cette légende est également connue, l'Allemagne en a d'ailleurs fait son épopée nationale ; la Chanson des Nibelungen.

### Eschatologie

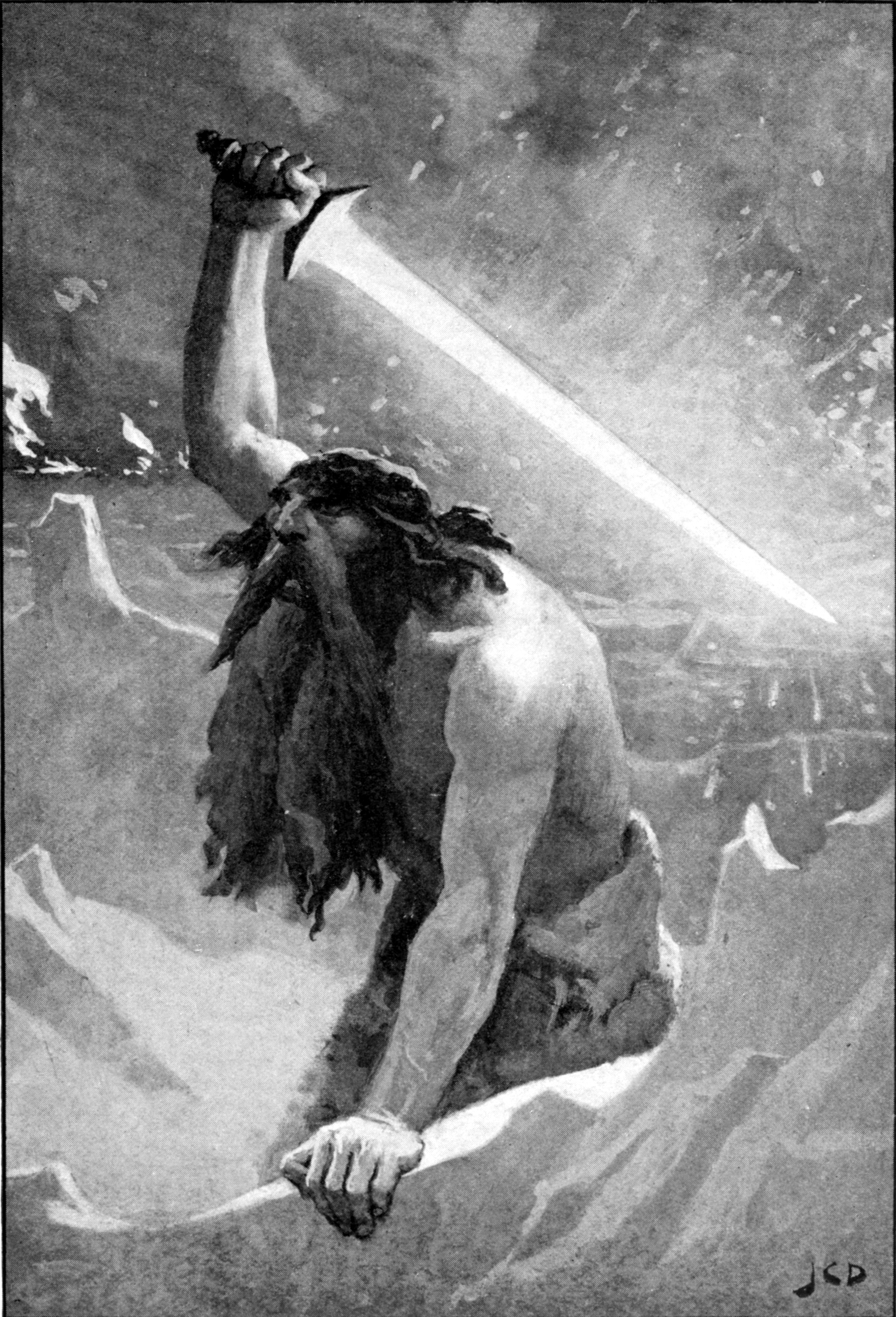
Surt détruisant les mondes avec son épée flamboyante (Dollman, 1909)

L'eschatologie a une place importante dans la mythologie nordique ; elle est décrite et référencée à nombreuses reprises dans les Eddas comme une fatalité à laquelle sont soumis tous les dieux et les hommes. Cette fin du monde prophétique est désignée par le terme du Ragnarök (« Consommation du destin des puissances » en vieux norrois). Elle est annoncée par trois hivers successifs sans Soleil appelé le Fimbulvetr, durant lesquelles les guerres et fratricides seront répandus. Toutes les chaînes se briseront, ainsi Loki et Fenrir seront libérés. Loki mènera les géants et les légions de morts de Hel combattre les dieux, les einherjar et les hommes sur la plaine de Vigrid. Le serpent Jörmungand sortira de la mer et dévastera les terres. Odin sera englouti par le loup Fenrir, qui sera à son tour tué par le fils d'Odin Vidar. Thor et Jörmungand se donneront mutuellement la mort, ainsi que le dieu Týr et le chien monstrueux Garm. Freyr sera abattu par le géant du feu Surt. Le malin Loki et le dieu Heimdall s'entretueront également. Enfin, Surt enflammera le monde.
Mais de cette dévastation, le monde renaîtra. Les dieux survivants seront Baldr, Höd, Vidar, Vali, Hœnir et les fils de Thor Modi et Magni qui hériteront de son marteau. Ils hériteront alors des places de dieux souverains. Un seul couple d'humain survivra également à la catastrophe, Líf et Lífþrasir, puisqu'ils se sont cachés sous les racines de l'arbre monde Yggdrasil. D'eux renaîtra l'humanité.

## Culte religieux
Seul très peu de textes mythologiques dont nous disposons étaient rédigés à l'époque païenne, ainsi nous ne disposons pas de beaucoup d'informations sur le culte religieux nordique. Toutefois certaines chroniques extérieures décrivent des pratiques rituelles. La Germanie, de Tacite, est le plus ancien texte rapportant de pratiques rituelles germaniques durant l'antiquité, pratiques qui peuvent être liées au monde nordique.
Il n'y avait pas de classe purement sacerdotale chez les Germains. César l'avait noté, mais Tacite parle tout de même de « prêtres » ce qui est sans doute une erreur d'interprétation des rites dont il témoigne. Nous connaissons le terme de goði, qui n'est pas équivalent à un prêtre, mais implique une fonction religieuse aux chefs de l'Islande avant sa conversion au Christianisme. Les cérémonies religieuses étaient en effet dirigées par les chefs ou personnages de grand statut, qui redevenaient des chefs séculaires en dehors des cérémonies religieuses. Les textes antiques mentionnent que les cérémonies se faisaient à l'air libre, ce qui contraste avec les textes plus récents qui parlent de véritables temples païens. Ceci dénote sans doute une évolution du culte, sous l'influence certainement du culte romain et surtout chrétien. Adam de Brême décrit un temple païen à Uppsala (Suède).

## Postérité

### Jours de la semaine
La mythologie nordique a influencé les noms des jours de la semaine dans les langues scandinaves mais également en anglais ou en allemand. En français, ils ont par contre une origine latine.
| Langues modernes | Langues modernes | Langues modernes | Langues modernes | Langues modernes | Langues modernes | Langues modernes | Langues modernes |                              |
| Français         | Anglais          | Néerlandais      | Allemand         | Islandais        | Suédois          | Norvégien        | Danois           | Divinité                     |
| ---------------- | ---------------- | ---------------- | ---------------- | ---------------- | ---------------- | ---------------- | ---------------- | ---------------------------- |
| Lundi            | Monday           | Maandag          | Montag           | Mánudagur        | Måndag           | Mandag           | Mandag           | Máni / lune                  |
| Mardi            | Tuesday          | Dinsdag          | Dienstag         | Þriðjudagur      | Tisdag           | Tirsdag          | Tirsdag          | Týr                          |
| Mercredi         | Wednesday        | Woensdag         | (Mittwoch)       | (Miðvikudagur)   | Onsdag           | Onsdag           | Onsdag           | Odin (Woden)                 |
| Jeudi            | Thursday         | Donderdag        | Donnerstag       | Fimmtudagur      | Torsdag          | Torsdag          | Torsdag          | Thor (Donar)                 |
| Vendredi         | Friday           | Vrijdag          | Freitag          | Föstudagur       | Fredag           | Fredag           | Fredag           | Freyja ou Frigg              |
| Samedi           | Saturday         | Zaterdag         | Samstag          | Laugardagur      | Lördag           | Lørdag           | Lørdag           | Loki (Løke)[réf. nécessaire] |
| Dimanche         | Sunday           | Zondag           | Sonntag          | Sunnudagur       | Söndag           | Søndag           | Søndag           | Sól / soleil                 |

### Toponymie

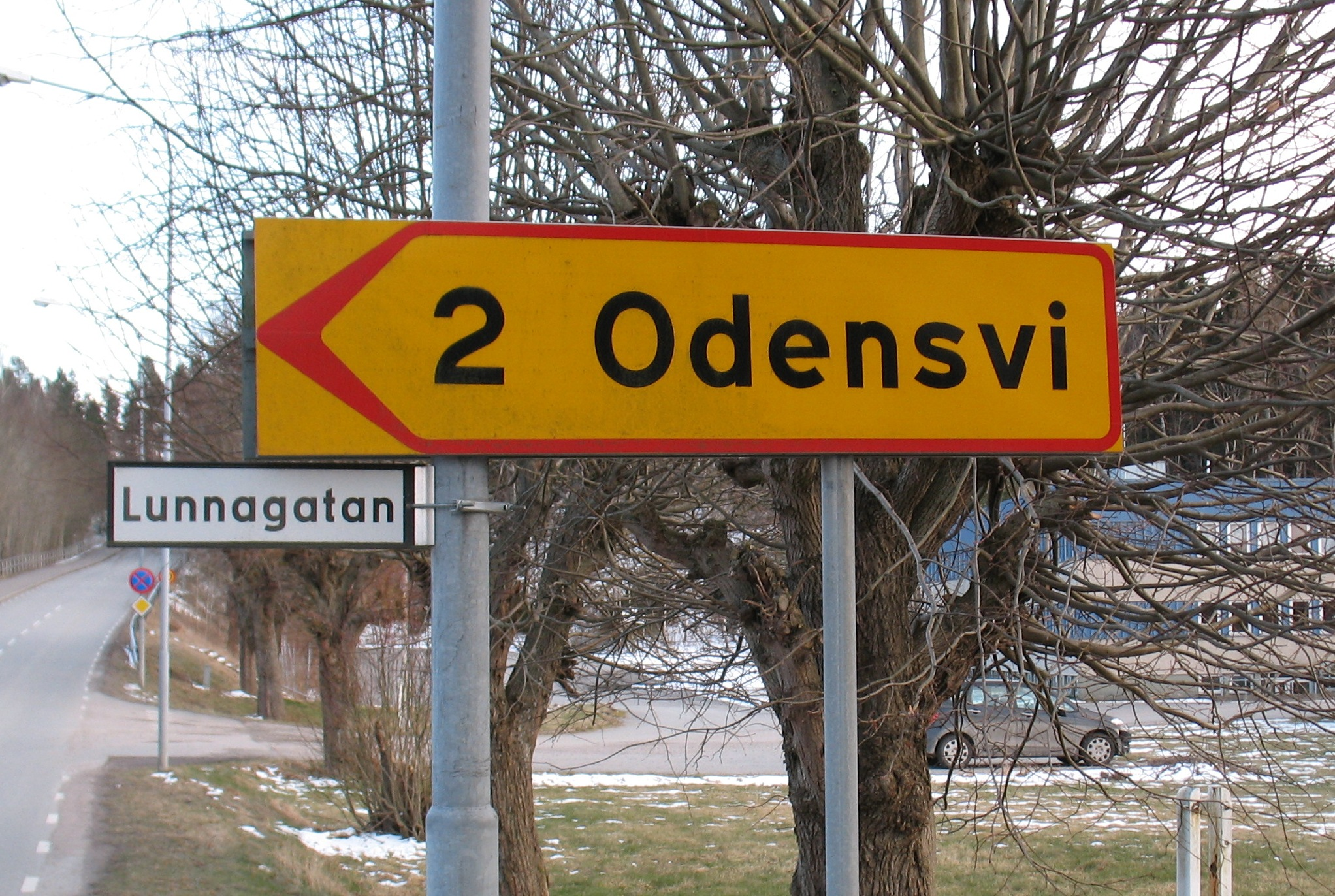
Panneau pour Odensvi en Suède, qui signifie sanctuaire d'Odin.

La toponymie était reconnue comme source possible pour l'étude de l'histoire de la religion germanique depuis le XIXe siècle, mais la première recherche poussée a commencé avec le norvégien Magnus Olsen au début du XXe siècle. On différencie la toponymie théophore (lieux qui tirent leurs noms de divinités) des lieux portant des noms comme Vi (de vé, « sanctuaire ») ou Guðakr (« plaine des dieux ») qui indiquent de possibles lieux de cultes, bien qu'ils ne soient pas associés à une divinité spécifique. Olsen a recensé plus de 600 exemples toponymiques en Norvège indiquant des lieux sacrés. En ce qui concerne la toponymie théophore plus spécifiquement, il y en aurait 1050 en Scandinavie et en Islande, dont 510 en Suède, 270 au Danemark, 225 en Norvège, 40 en Islande et 30 en Finlande.
La toponymie théophore ne semble pas correspondre aux importances relatives des dieux rapportés dans les Eddas. Par exemple, Odin, le dieu principal des Eddas, n'apparait pas dans la toponymie d'Islande. En Norvège, son nom n'apparaît que dans 12 cas (ce qui représente 5,3 % de la toponymie théophore norvégienne), et au Danemark et en Suède, son nom apparaît respectivement dans 32 et 72 cas. En revanche, Thor est très représenté, y compris en Grande-Bretagne, mais il est difficile de différencier les exemples toponymiques qui se rapportent au dieu de ceux qui se rapportent à des hommes dont les noms sont dérivés de Thor, très communs en Scandinavie (Þorleif, Þorstein, Þorkel etc.). En revanche, le nom du dieu Ullr apparaît souvent en Norvège et en Suède malgré sa très faible importance dans les sources écrites. Ceci suggère qu'Ullr avait un rôle bien plus important dans les croyances nordiques à l'époque où s'est formée la toponymie théophore. En Norvège et en Suède, les Vanes (Njörd, Freyr, Freyja), dieux de la fertilité, apparaissent souvent, autant qu'Ullr, mais sont très rares au Danemark et en Islande (où seulement trois lieux portent un nom dérivé de Freyr). La toponymie théophore nous apprend l'existence d'autres dieux qui n'apparaissent pas dans les textes, comme Hörn et *Vrindr, toutefois aucune conclusion sur leurs fonctions ne peut en être déduite.
La toponymie permet d'appréhender la distribution géographique des cultes aux dieux. L'inconsistance notable entre la toponymie et l'importance des dieux dans les Eddas n'indique pas que les textes sont faux. Les Eddas témoignent des croyances de la fin de l'âge des Vikings, alors que la toponymie s'est formée en grande partie sur plusieurs siècles à l'époque des grandes invasions.

## Dans la culture populaire

### Littérature

#### Roman
La mythologie nordique a inspiré beaucoup d'auteurs de littérature fantasy et fantastique notamment William Morris, J. R. R. Tolkien, J. K. Rowling, Neil Gaiman et Nancy Farmer. L'auteur américain Rick Riordan fait également référence à cette mythologie dans la saga Magnus Chase et les Dieux d'Asgard.

#### Comics
Elle a aussi inspiré la création de plusieurs personnages appartenant à l'Univers Marvel, notamment Thor, Odin, Loki, Heimdall ainsi que Hel.

#### Bande dessinée
La série danoise Valhalla met en scène le monde des dieux.
La série La Mythologie viking de Neil Gaiman et P. Craig Russell.
La série Le Crépuscule des dieux met en scène plusieurs légendes. 
La série Thorgal de Jean Van Hamme et Grzegorz Rosiński se base sur le monde de la mythologie scandinave.

#### Manga
La série de mangas Vinland saga s'inspire de la mythologie nordique et plus particulièrement à la découverte de l'Amérique par Leif Erikson .

### Filmographie

#### Télévision

##### Série
Vikings parle également de la mythologie nordique. Teen Wolf évoque ces mythes nordiques (comme : le meurtre du dieu Baldr par une ruse du dieu malin Loki). En 2020, la série norvégienne Ragnarök est basée sur la mythologie nordique.

### Jeux vidéos
Le personnage principal du Visual Novel Steins;Gate, Okabe Rintarou, y fait de nombreuses références, notamment aux trois Nornes, Urd, Verdandi et Skuld . La mythologie nordique est à l'honneur dans la série God of War (2005-2020), avec notamment la présence d' Odin, de Freya, de Baldr et des nains.[réf. souhaitée].
On peut noter le jeu indépendant Jotun, qui représente la mythologie scandinave via le personnage de Thora, morte noyée, qui doit prouver sa valeur en battant les Jotun afin d'atteindre le Walhalla.
De même que le jeu de combat Free to Play Brawlhalla, qui détourne le concept du Walhalla et contient même des personnages ouvertement nordiques : Bödvar le viking, Brynn la Valkyrie, Ulgrim le nain, et Ragnir le Dragon.
Une autre licence vidéo-ludique fortement sous influence scandinave est la saga Dragon Quest. On peut par exemple noter la  présence de l'Yggdrasil, de l'épée de Valkyrie, du Bâton futhark, du Marteau de Hela, de l'Arc d'Odin, ou des objets Feuille, et Rosée d'Yggdrasil, pour ne citer que ça.
La suite de la première partie de l'anime sword art online qui se passe dans le royaume d'Alfheim où Yggdrasil,Thor et Freya sont mentionnés.[réf. souhaitée]
La série de jeux vidéo The Elder Scrolls (d'où sont tirés Skyrim, Morrowind et Oblivion) est très fortement influencé par la culture nordique et possède de nombreuses références à la mythologie nordique (présence des vikings, du Valhalla, de l'Yggdrasil, des neuf mondes - elfes noirs, nains, humains, des Jarls, dragons), ainsi que la saga The Witcher qui elle-même traite de ce sujet (notamment des Nornes).
Dans le jeu de cartes Yu-Gi-Oh!, un archétype est dédié à la mythologie nordique. On retrouve par exemple : Loki, Thor, Odin, les Alfes et bien d’autres encore.
Enfin, une dernière saga vidéoludique mondialement connue présente de très nombreuses références à la mythologie nordique ; il s'agit de la saga World of Warcraft. En effet, deux extensions de ce jeu (Wrath of the Lich King et Legion) font mentions d'une race proches des humains nommés Vrykuls (physiquement proches des représentations humanoïdes de la culture nordique), vivant dans des terres lointaines telles qu'Utgarde, Ymirheim ou Valdisdall. Le panthéon est également présent, allant d'Odin à Thor en passant par Helya ou même Fenrir.
Les space wolves du jeu de plateau et de l'univers warhammer 40 000 ont été grandement inspirés par la mythologie nordique et par les vikings.
Fin 2020, Ubisoft complète sa série de jeux vidéo Assassin's Creed avec le titre Assassin's Creed Valhalla. Il y est possible de prendre la place d'un viking, d'y visiter la cité des dieux Asgard, de découvrir et faire régner les paroles d'Odin sur l'Angleterre ainsi que la Norvège. On y retrouve une très grande partie des sagas et histoires mythologique de l'époque.
Dans la série Mega Man Zero développée par Capcom, il y de nombreuses références à la mythologie nordique. Notamment, l'Arbre du Monde, Yggdrasil, orthographié Yggdrassil dans les œuvres officielles, abrite X et le sceau de l'Elfe Noir, ce dernier faisant référence aux Alfes Noirs nordiques. De plus, dans le dernier épisode de la franchise, l'antagoniste principal compte détruire le refuge des humains et des réploïdes à l'aide d'un puissant laser orbital, Ragnarok.

## Documentaires
- 2007 : Le Crépuscule des Dieux Nordiques de Wilfried Hauke
- 2024 : Les mythes vikings